# 쿠스토디우 카스트루
쿠스토디우 미겔 디아스 데 카스트루(포르투갈어: Custódio Miguel Dias de Castro, 1983년 5월 24일 ~)는 포르투갈의 전 축구 선수, 현 축구 감독이다. 선수 시절 포지션은 수비형 미드필더이다.